# アルファ反応
アルファ反応（アルファはんのう、英: alpha process, alpha reactions）とは恒星の中で起きる核融合反応である。恒星の中でヘリウムを原料により重い元素が作られる核融合反応には2種類あるが、そのうちの1つがアルファ反応であり、他方がトリプルアルファ反応である。
トリプルアルファ反応はヘリウムのみで進行するが、アルファ反応が始まるには炭素が存在する必要がある。反応の一例を以下に示す。
{\displaystyle {\ce {^{12}C\ + {}^{4}He -> {}^{16}O\ + \gamma}}}
{\displaystyle {\ce {^{16}O\ + {}^{4}He -> {}^{20}Ne\ + \gamma}}}
{\displaystyle {\ce {^{20}Ne\ + {}^{4}He -> {}^{24}Mg\  + \gamma}}}
全ての反応は反応速度が低く、恒星のエネルギー生産にはあまり寄与しない。特にネオンより重い元素 (原子番号 > 10) ではクーロン障壁の増大によりさらに起こりにくくなる。

## アルファ元素
アルファ元素（またはアルファ反応元素）とは、最も存在比の大きな同位体がヘリウムの原子核（アルファ粒子）の整数倍である元素である。アルファ元素はZが22以下である：(C, N), O, Ne, Mg, Si, S, Ar, Ca, Ti。これらの元素はII型超新星にいたる前のケイ素燃焼においてアルファ捕獲によって合成される。ケイ素とカルシウムは純粋なアルファ元素である。マグネシウムは陽子捕獲反応によっても燃焼する。酸素に関しては、アルファ元素に含める著者もいるが、含めない著者もいる。酸素は金属量の低い種族IIの恒星ではアルファ元素である。酸素はII型超新星で生産され、酸素の増大は他のアルファ元素の増大と強い相間がある。CやNも核のアルファ捕獲反応で合成されるため、アルファ元素に含める場合がある。
恒星中のアルファ元素の存在度はしばしば対数で表される。
{\displaystyle [\alpha /\mathrm {Fe} ]=\log _{10}{\left({\frac {N_{\alpha }}{N_{\mathrm {Fe} }}}\right)_{\mathrm {Star} }}-\log _{10}{\left({\frac {N_{\alpha }}{N_{\mathrm {Fe} }}}\right)_{\mathrm {Sun} }}}
式中で{\displaystyle N_{\alpha }} および {\displaystyle N_{\mathrm {Fe} }} は単位体積あたりのアルファ元素と鉄原子の数である。
理論的な銀河の進化(en:Galaxy formation and evolution)モデルによれば、宇宙の初期段階では鉄よりもアルファ元素が多かった。II型超新星は主に酸素とアルファ元素(Ne, Mg, Si, S, Ar, Ca, Ti)を合成し、Ia型超新星は鉄ピーク(en:iron peak)の元素(V, Cr, Mn, Fe, Co, Ni)を合成する。